# Tony Bolamba
 (décembre 2023).
Tony Cassius Bolamba, est un homme d'État congolais, né le 28 janvier 1972 à Liège. Il est consultant international et lobbyiste. Il est le petit-fils du premier écrivain et Premier ministre de la culture Antoine-Roger Bolamba,,.  
Toy Cassius Bolamba est candidat indépendant à l'élection présidentielle de décembre 2023.En 2016, il fut élu en indépendant comme le premier Gouverneur de la Province de l'Équateur démembrée. Il occupa ses fonctions du 26 Mars 2016 au 17 Septembre 2017 (1 an et 6 mois), Son refus d'adhérer au PPRD qui était le parti de la majorité présidentielle sous Joseph Kabila, sa politique d'austérité et celle de la lutte contre la corruption mise en place dans la Province n'a pas facilité ses relations avec les faucons du Parti de Joseph Kabila. 
Tony Bolamba est l’initiateur des associations Mouvement du Congo (MOCO), et Alliance des Mobutistes pour le Progrès de la République (AMPR). 
Ancien Secrétaire National chargé de la diplomatie et questions sécuritaires du Parti RNP (libéral) créé par Manda Mobutu en exil en 1998. Il prendra part aux négociations secrètes ayant abouties au retour de Manda Mobutu à Kinshasa après 4 ans d'exil. Il a rejoint l'Alliance des Forces Démocratiques du Congo (AFDC) du Président du Sénat de la RDC Modeste Bahati Lukwebo en juillet 2016 où il a occupé les fonctions de Secrétaire Nation chargé des stratégies politiques.Il prendra congé de l'AFDC le vendredi 13 janvier 2023.
Aux côtés du défunt Sénateur Lola Kisanga et du Sénateur Modeste Bahati, Tony Bolamba fut l'un des pionniers de l'Union Sacrée pour la Nation (USN) la coalition politique du Président Félix Tshisekedi. Il est aussi membre fondateur du Parti Les Républicains (LR) en France.
Tony Bolamba fut parmi ceux qui ont soutenu ardemment la libération du Vice-premier ministre congolais Jean-Pierre Bemba durant sa détention à La Haye.
Depuis le 12 février 2024, Tony Cassius Bolamba a déposé sa candidature comme sénateur de la Province de l'Equateur. Une élection catastrophe mais Tony Bolamba n'a pas contesté les résultats. Il reste un homme politique cultivant la tempérance dans sa démarche politique. 